# Мытарев, Иван Петрович
Иван Петрович Мытарев (26 ноября 1925, с. Репьёвка Колхозная, ныне Ульяновская область — 9 апреля 1996) — стрелок 300-го гвардейского стрелкового полка (99-я гвардейская стрелковая дивизия, 37-й гвардейский стрелковый корпус, 7-й армия, Карельский фронт). Гвардии старшина. Герой Советского Союза.

## Биография
Родился 26 ноября 1925 года в селе Репьёвка Колхозная ныне Майнского района Ульяновской области в семье рабочего. Русский. Член ВКП(б)/КПСС с 1948 года. После окончания семи классов средней школы работал в родном колхозе пекарем.
Призван в Красную Армию в феврале 1943 года Майнским райвоенкоматом Ульяновской области. Проходил боевую подготовку в воздушно-десантных частях. В начале июня 1944 года прибыл на Карельский фронт в составе 37-го гвардейского стрелкового корпуса. Гвардии красноармеец Иван Мытарев служил в это время стрелком 300-го гвардейского стрелкового полка 99-й гвардейской стрелковой дивизии.
Форсирование реки Свирь войсками 7-й армии 21 июня 1944 года явилось началом Свирско-Петрозаводской операции по освобождению советской Карелии. После окончания авиационной и артиллерийской подготовки первыми переправились через водную преграду 16 комсомольцев-гвардейцев.
Советское командование отобрало из большой массы воинов-добровольцев, пожелавших участвовать в этой смертельно опасной операции, самых подготовленных, выносливых. В их числе был гвардии красноармеец Мытарев.
Спустив на воду заранее приготовленные плоты и лодки с посаженными на них чучелами, гвардейцы направили их к северному, вражескому, берегу. Это была демонстрация ложной переправы, чтобы привлечением на себя огня заставить противника раскрыть свои уцелевшие огневые средства. А наши артиллеристы должны были засечь и подавить эти «ожившие» огневые точки.
Иван Мытарев управлял одним из плотов, подталкивая его сзади одной рукой. Малоподвижные и плохо управляемые плоты стали удобной мишенью для вражеской артиллерии, взявшей их под прицельный обстрел. Оценив степень риска, находчивый воин оставил плот ещё до середины реки и вплавь добирался до северного берега. Рядом плыл его друг Владимир Маркелов, также оставивший свой плот на «съедение» вражеской артиллерии. Вскоре прямым попаданием снарядов плоты один за другим оказались разбитыми. Но вот и берег. Сделав последнее усилие, гвардеец почувствовал под ногами дно. Он выбрался на берег. После того как вся группа сосредоточилась, Бекбосунов и Юносов сделали разведку местности и противника. Стремительным броском смельчаки ворвались в прибрежную траншею, очистили её от сопротивлявшихся фашистов. Затем здесь высадилась первая штурмовая группа батальона.
Указом Президиума Верховного Совета СССР от 21 июля 1944 года за образцовое выполнение боевых заданий командования и проявленные при этом геройство и мужество гвардии красноармейцу Мытареву Ивану Петровичу присвоено звание Героя Советского Союза с вручением ордена Ленина и медали «Золотая Звезда».
Участвовал в историческом Параде Победы 24 июня 1945 года в Москве.
После войны служил в воздушно-десантных войсках. В звании гвардии старшины уволен в запас в 1950 г. Вернувшись на родину, бывший воин трудился на стройках Ульяновской области, участвовал в сооружении Ленинского мемориала в городе Ульяновске. До 1979 года работал мастером строительного участка в посёлке городского типа Майна. Жил в городе Димитровграде Ульяновской области. Принимал активное участие в военно-патриотическом воспитании молодежи. Умер 9 апреля 1996 года. Похоронен на городском кладбище в городе Димитровграде.

## Награды
Награждён орденом Ленина, орденом Отечественной войны 1-й степени, медалями.

## Память
- Бюст Героя установлен на Аллее Славы в городе Димировграде.
- На доме, где он жил, установлена мемориальная доска.
- Имя Героя присвоено школе № 19 Димитровграда.
- В селе Репьёвка Колхозная, в честь Ивана Петровича, названа улица и переулок — Мытарева[1].

- Почётный гражданин города Лодейное Поле Ленинградской области.